# Митшер, Марк
Марк Эндрю «Пит» Митшер (англ. Marc Andrew "Pete" Mitscher; 26 января 1887 — 3 февраля 1947) — адмирал Военно-морского флота Соединённых Штатов, командир соединения авианосцев Fast Carrier Task Force на Тихоокеанском театре военных действий во второй половине Второй мировой войны.

## Ранние годы
Митшер родился 26 января 1887 года в Хилсборо, штат Висконсин, в семье Оскара и Марты Митшер. Его отец, Оскар Митшер, был агентом Федерального бюро по делам индейцев. В 1889 году семья переехала в Оклахома-Сити, Оклахома, где Оскар вскоре стал вторым по счёту мэром города. Несмотря на то, что семья жила в Оклахома-Сити, документы свидетельствуют о том, что Митшер окончил начальную и среднюю школу в Вашингтоне, округ Колумбия.
В 1904 году он получил назначение в Военно-морскую академию США в Аннаполисе, штат Мэриленд; в 1906 году был отчислен по неуспеваемости, но восстановлен благодаря стараниям отца. В 1910 году он окончил академию и в течение двух лет служил на броненосном крейсере USS Colorado (ACR-7), получив 7 февраля 1912 года звание энсина. В августе 1913 года служил в звании второго лейтенанта на корабле USS California (ACR-6) на западном побережье США во время Мексиканской кампании США (имеется в виду часть Мексиканской революции, а в 1914 году участвовал в операции по оккупации мексиканского города Веракрус. В 1914—1915 годах служил на эскадренных миноносцах USS Whipple (DD-15) и USS Stewart (DD-13). В сентябре 1915 года Митшер был отправлен на обучение на тренировочную станцию военно-морской авиации в Пенсаколе, Флорида, будучи приписанным к броненосному крейсеру USS North Carolina (ACR-12), в то время одному из первых кораблей ВМС США, способному принимать на борт самолёты. Митшер официально стал палубным лётчиком под номер 33 2 июня 1916 года. Почти год спустя, 6 апреля 1917 года, он был направлен на броненосный крейсер USS West Virginia (ACR-5), где в его обязанности входило проведение экспериментов по катапультированию из самолёта. 18 июля 1918 года он получил звание лейтенант-коммандера, в феврале 1919 года был переведён в сектор авиации ведомства руководителя военно-морскими операциями, а затем — в 1-й дивизион гидросамолётов.

## Память
Имя адмирала было присвоено классу эскадренных миноносцев и головному кораблю этой серии.